# Geonoma oldemanii
Espèce
Geonoma oldemanii  est une espèce de plantes à fleurs monocotylédones du genre Geonoma et de la famille des Arecaceae (les palmiers). Elle a été décrite par Jean-Jacques de Granville assez récemment.

## Description
C'est un  petit palmier cespiteux de sous-bois. Généralement 1 à 3 tiges dressées, parfois inclinées à la base, de 1 à 3 m de haut et 1,5 à 3 cm de diamètre, à entre-nœuds de 1 à 3 cm, avec des rejets à la base. Il y a une couronne de 6 à 18 feuilles entières, spectaculaires. Les feuilles de 1,3 à 2,2 m de long, sont dressées à la base, étalées au sommet.
Le pétiole est très court, de 10 à 25 cm. Le limbe est oblancéolé, étroit, de 15 à 30 cm de large et 1 à 2 m de long, jamais segmenté et profondément bifide.
Les inflorescences sont simples, interfoliaires, de 20 à 40 cm sur un pédoncule de 30 à 50 cm, dressé à la base, incliné au sommet, pendantes à la fructification. Rachille unique, de 1 cm de diamètre et 25 à 45 cm de long, orange vif à la fructification.
La spathe de 20 à 25 cm, est plus courte que la pro-Phylle, toutes deux étroites, tubulaires, enveloppant la base du pédoncule. Les fruits sont ovoïdes, de 12 à 1,6 cm de diamètre et 1,4 à 1,8 cm de long, noirs.

## Distribution
Guyane, Suriname, et territoire d'Amapa au Brésil.
En Guyane, il est uniquement présent dans la bande subcôtière, jamais à plus de 80 km du littoral vers l'intérieur.
Écologiquement, G. oldemanii est une espèce de sous-bois humide et marécageux. Son habitat se situe dans les forêts marécageuses , parfois sur sol drainé ,.

### Taxonomie
Il a été décrit pour la première fois en 1975 par Jean-Jacques de Granville dans la revue Adansonia, n.s., 14: 553  (ou plutôt : 1974 publ. 1975).

#### Étymologie
Geonoma : nom générique qui dérive du grec  signifiant « colons », faisant probablement référence au regroupement serré de ces petits palmiers, ceci etant une forme habituelle de ces nombreuses petites espèces cespiteuses.
oldemanii : en hommage à Roelof Arend Albert Oldeman , botaniste Hollandais, Maître de Recherches au Centre O.R.S.T.O.M. de Cayenne, qui a découvert cette espèce sur les rives du fleuve Sinnamary en 1955 .Oldeman, avec F.Hallé, ont mis au point les définitions de modèles de l’ « Architecture végétale », a partir de la typologie de développement des arbres des forêts tropicales .